# Cheaper by the Dozen (1950)
Cheaper by the Dozen is een Amerikaanse speelfilm uit 1950 onder regie van Walter Lang. De film is her-verfilmd in 2003.

## Verhaal
Het verhaal wordt verteld vanuit het perspectief van Ann Gilbreth en gaat over haar vader en moeder. Zoals zij willen krijgen ze 12 kinderen, maar die worden conservatief opgevoed. Wanneer hij op reis moet naar Europa, moet hij zijn opgroeiende kinderen loslaten, waar hij veel moeite mee heeft, omdat hij zeer trots is op zijn kinderen.

## Rolverdeling
| Acteur          | Personage             |
| --------------- | --------------------- |
| Clifton Webb    | Frank Bunker Gilbreth |
| Jeanne Crain    | Ann Gilbreth          |
| Myrna Loy       | Mrs. Lillian Gilbreth |
| Betty Lynn      | Deborah Lancaster     |
| Edgar Buchanan  | Dr. Burton            |
| Barbara Bates   | Ernestine Gilbreth    |
| Mildred Natwick | Mrs. Mebane           |
| Sara Allgood    | Mrs. Monahan          |

## Trivia
- De set van het huis in deze film werd eerder gebruikt in de film Meet Me in St. Louis.